# Дукельский, Алексей Маркович
Алексе́й Ма́ркович Дуке́льский (9.06.1909, Киев — 15.01.1938, Свердловск) — уральский архитектор (Свердловск, Магнитогорск).

## Биография
Родился в 1909 году в Киеве в семье преподавателя химической технологии, профессора Киевского политехнического института, приват-доцента Киевских высших женских курсов (университета Святой Ольги) Марка Петровича Дукельского (1875—1956) и Наталии Евгеньевны Дукельской (1876—1957, в девичестве — Корш) — внучки журналиста Валентина Фёдоровича Корша.
В 1915—1920 годах семья жила в Воронеже, где отец Алексея руководил кафедрой технологии и переработки сельскохозяйственных продуктов в новом, учреждённом в 1912 году, Воронежском государственном аграрном университете имени императора Петра I. После развода родителей в 1924 г. переехал вместе с матерью и старшим братом Владимиром в Петроград.

### Ленинград. Академия художеств. Первые проекты. Магнитогорск
«Работать по искусству», а так он указал в своей краткой автобиографии 1937 года, Алексей начал регулярно с 1924 года в школе художника Савелия Зайденберга. В 1926 году поступил, выдержав конкурсный экзамен, в Высший художественно-технический институт (ВХУТЕИН, бывшая Императорская Академия художеств), работал там под руководством профессоров Серафимова С. И., Руднева Л. В., Мунца О. Р. и Фомина И. А.; последний, вспоминал Алексей, «имел особенно сильное влияние на мое развитие».

После реорганизации института и упразднения архитектурного факультета зимой 1930 года был переведён в Ленинградский Институт коммунального строительства (ЛИКС), который окончил в этом же году.

А. М. Дукельский начал работать самостоятельно в 1930 году, во время учёбы, в составе творческого коллектива под руководством Овсянникова Сергея Иосифовича в ленинградском «Гипромезе». Его возглавлял в те годы будущий (в 1933-37 гг.) директор Магнитогорского металлургического завода Завенягин Авраамий Павлович. 
 Проектировал вспомогательные цеха этого завода (механический и электромеханический), контору доменного цеха. В конторе — 5-этажном административно-бытовом корпусе — разместилась, к примеру, и первая редакция заводской газеты «Доменщик» («За металл»). Сегодня рабочие ММК называют её «старой диспетчерской».
В 1932 году на городской территории Магнитогорска недалеко от завода на «пригорке НКВД» по проекту Дукельского был построен клуб ОГПУ-НКВД. В 1940 году Наркомат внутренних дел передал клуб заводу, цеху железнодорожного транспорта. Там, в клубе ЖДТ, проводились, например, первые репетиции драматического театра (ТРАМ). В 1953 г. с расширением Магнитогорского завода и переносом улицы Кирова, вместе с другими бараками 1930-х годов, клуб был снесён. Краевед Ю. Писаренко в статье «Сохраним память отцов» упомянул, что «здание было оригинальное». Но, вероятно, сам проект был упрощённым, экономным, не выдержал испытаний времени, устарел морально, а с переносом центра города на правый берег реки Урал, был заброшен и забыт.
Дукельский принимал участие также в планировке города Петровска-Забайкальского, разработал проект амбулатории. Необходимость проектирования соцгорода возникла при реконструкции старого (открытого в 1789 г.) железоделательного завода и строительстве нового.

### Свердловск. Парк культуры и отдыха
В июне 1931 года А. М. Дукельский был откомандирован ВСНХ в распоряжение «Союзкокса», направлен в Харьков, оттуда немедленно перекомандирован в Свердловск, куда приехал в августе 1931 года. «Здесь, за невозможностью использования в системе „Кокс“, передан в „Уралэнергострой“, где 3 месяца проектировал оконные переплёты для железнодорожных станций Урала».

С марта 1932 года он стал работать в Уральском строительном институте, а также в отделе Горкомхоза, где была создана дирекция строительства образцового парка культуры и отдыха Большого Свердловска. Архитектурно-планировочную группу возглавил Соколов Вениамин Дмитриевич, а главным инженером назначили молодого архитектора Дукельского. В работе над проектом парка, как писали авторы в пояснительной записке, широко использовался опыт Ленинграда и Москвы. Было разработано 3 функциональной схемы планировки, последняя была утверждена московской комиссией.
Предлагалось «разместить на 1440 гектарах парка несколько тематических секторов: ближе к входу — зрелищное ядро парка с аттракционами, вдоль аллей — выставочное пространство; сами аллеи приводят на поле массовых действ и в сектор оборонной работы. В глубине парка — летний театр и эстрада, территория тихого отдыха; вдоль берега реки — физкультурные площадки и отдых на воде. В наибольшем удалении от входа — обширное пространство для детского отдыха и оздоровления».
Все вместе они должны были обеспечить отдых для 150 тыс. человек в день.

```
«Продвигаясь от "площади прибытия" по "магистралям" парка в его глубину посетитель тренирует своё эстетическое чувство, созерцая ясность и лаконичность планировки, наращивает политическую грамотность, ознакомляясь с выставками на злобу дня, может тренировать своё тело на физкультурных площадках и стрельбище, осваивать нормы городской культурности в театре, кино, на танцплощадке или буфете».
```

На открытии парка 18 июня 1933 года, по оценкам журналистов, в парке присутствовало 20 тысяч человек, с некоторых предприятий рабочие приходили целыми коллективами. Для посетителей были организованы игры, гуляния, танцы под баян, пение большого импровизированного хора, катание на лодках, посещение читальни и столовой.

Пресса раскритиковала столь традиционную (и не всегда гладкую) организацию отдыха в новом парке.

```
«Разработанный В. Д. Соколовым и А. М. Дукельским проект тематически организованного пространства, нагруженного задачами формирования новой городской культуры и советского субъекта, обернулся воспроизводством привычных для горожан форм отдыха в парке — только на новой территории»
[
6
]
```

Свердловский ЦПКиО проектировался как эталонный парк Уральской области. 17 января 1934 года Уральская область была ликвидирована, финансирование Свердловска сократилось, строительство многих «столичных» объектов было свёрнуто или удешевлено. Также 1934 год стал переломным для советской архитектуры: начался поворот от авангардного стиля конструктивизма к неоклассике. В итоге, парк смог предложить горожанам лишь то, что не требовало значительных финансовых затрат. В 1936 году была построена деревянная арка центрального входа, открыты кинотеатр и летний цирк — от первоначального проекта остались лишь разрозненные элементы.

### Семья
Алексей Маркович в 1927 году познакомился с Ксенией Юрьевной Стравинской (1906—1979) — дочерью архитектора Юрия Фёдоровича Стравинского. В 1931-м они вступили в брак вопреки воле всех родственников.

Ксения Юрьевна, архитектор, автор книги воспоминаний (1978 г.) о дяде — композиторе Игоре Стравинском, рассказывала позднее, что Алексей «мог бы стать одним из крупнейших архитекторов нашей страны, так как его яркий талант был всеми отмечен. По характеру он всегда был старше своего возраста, что ясно сказывалось в семейных делах. Он невероятно быстро читал, буквально переворачивал страницу за страницей». Проверив однажды, Ксения Юрьевна убедилась, что он почти дословно повторил прочитанный текст.

Для рождения дочери Елены (07.10.1932 — 30.07.2015) она уезжала в Ленинград к родственникам, затем вернулась в Свердловск. Вскоре к семье присоединилась и мать Алексея, Наталия Евгеньевна Дукельская (1876—1957), которая занялась воспитанием внучки.

Елена вспоминала, что Алексей Маркович мало интересовался ею, маленькой дочкой, поэтому у Алёны (так её называли в семье) не осталось конкретных воспоминаний о нём: «Отец утверждал, что когда я вырасту, он будет дружен со мной, но, как известно, этому не суждено было исполниться».
«Мои родители интересовались всеми культурными новинками, часто ходили в театры, на концерты и т. д.»

Дукельские получили 3-комнатную квартиру на улице Вайнера, 9а — в «Доме специалистов», построенном в 1928 году. Позднее это здание назовут «Дом горсовета № 5», «Дом-коммуна», а возведённые с некоторой задержкой дома из этого комплекса — по Банковскому переулку № 8 и 10 (архитектор Г.А. Голубев) — «Дома специалистов № 1 и 2» соответственно. Начало их строительства курировал и Алексей Маркович, буквально — выходя по утрам на работу.

### Свердловск. Театр музкомедии
8 июля 1933 года по инициативе секретаря Уральского обкома партии И. Д. Кабакова открылся Свердловский театр музыкальной комедии. Первоначально здание, построенное в стиле модерн в 1915 г. по проекту Бабыкина К. Т., было предназначено для Коммерческого собрания: с игральными залами, столовой, буфетом и большим зрительным залом. После революции 1917 г. здание отреставрировали, разместили Дом Октябрьской революции, затем — непродолжительное время — Театр рабочей молодёжи (ТРАМ) и клуб строителей. К 1933 году требовалась серьёзная реконструкция. По проекту Алексея Дукельского были выполнены новые фасады.

### Жилой дом для работников Аффинажного завода
В связи с разукрупнением Уральской области и сокращением ряда проектных организаций, работавших на Большой Урал, в Свердловске при облисполкоме были организованы архитектурные мастерские № 1 и № 2. Руководитель мастерской № 1 Вениамин Дмитриевич Соколов пригласил к себе А. М. Дукельского. С 1934 по 1937 год Алексей Маркович выполнял ряд крупных работ. Так по проекту Соколова-Дукельского был построен 5-этажный кирпичный полнометражный жилой дом для работников Аффинажного завода (ОЦМ) по улице Ленина, 13а, сданный в 1937 году. В доме имелись как 2-комнатные квартиры площадью 41-44 м², так и большие четырёхкомнатные — 85-87 м².

### Здание жилтоварищества «Сталинец»
На улице Ленина (после 1962 г. проспект Ленина) № 81/83 по совместному проекту В. Д. Соколова, В. Дрожжина и А. Дукельского в середине 1930-х возвели здание жилтоварищества «Сталинец», занимающее по длине квартал от улицы Мичурина до улицы Восточной. Зигзагообразный 4-этажный 100-квартирный дом имеет ось симметрии север-юг, что способствует лучшей освещённости помещений. Тогда это воспринималось архитекторами как правило гигиены жилья. Убранство фасада было решено в лаконичной манере с использованием некоторых элементов классицизма: отделка углов выступающих частей здания «под руст», разрезка отдельных частей фасада на картины. Деревья и кустарники опоясывали фасад всего жилого комплекса. Внутри двора был установлен декоративный фонтан с небольшим бассейном. В доме разместили несколько магазинов и парикмахерскую. Квартиры получились разными, от 3-х до 5-ти комнат, но все они были отдельными, коммунальных квартир не предполагалось изначально.

Этот дом отличали полноценные кухни, санузел с ванной, горячее и холодное водоснабжение, высокие потолки и большие окна. На каждой площадке располагалось по две квартиры. Жилой комплекс «Сталинец» стал одним из немногочисленных в Свердловске домов, которых и по нынешним меркам можно отнести к разряду элитного жилья. А в то время он был недосягаемой мечтой для многих — норма жилой площади на человека в 1932 году в Свердловске составляла 4,2 квадратных метра.

### Свердловское отделение Союза архитекторов СССР
Сохранились упоминания и о других творческих работах Дукельского: жилые дома для работников Уралоблсоюза и для учителей, жилой дом для Аэрофлота, неосуществлённый проект наружного оформления фасадов гостиницы «Большой Урал», внутренняя отделка Клуба строителей и поликлиники Уралпрофсовета, фасад школы № 1 им. Л. М. Кагановича (ул. Мамина-Сибиряка, 43).

В 1930-х годах сразу за улицей Восточной начиналась поросшая лесом сырая болотина, постепенно переходившая в сухой ягодный лес. В этом лесу, к северу от строящихся корпусов Уральского политехнического института, планировалось построить Уральский филиал Академии Наук (УФАН). Был объявлен открытый конкурс. За короткий срок в 1934 г. поступило 17 проектов от отдельных архитекторов, архитектурных мастерских и проектных институтов. В результате обсуждения ни один проект не был принят как полностью удовлетворительный, но победителями конкурса признали творческий дуэт В.Д. Соколова и А.М. Дукельского. Однако вскоре от строительства пришлось отказаться по причине отсутствия финансирования.

За творческие достижения в 1935 году молодой одарённый архитектор был избран членом правления Свердловской организации Союза советских архитекторов, а в 1936 году — её ответственным секретарём. Алексей Маркович — участник Первого съезда архитекторов СССР 16-26 июня 1937 г., на котором он стал членом Центрального правления Союза архитекторов.

### Дворец пионеров
Одна из крупных работ Алексея Марковича — реконструкция интерьеров особняка Харитонова-Расторгуева под Дворец пионеров и школьников (совместно с архитекторами Емельяновым В. В. и Шишовым Леонидом Владимировичем). Это самое красивое и выдающееся строение в Свердловске, но после национализации и сдачи в аренду Уральскому коммунистическому университету (в 1924 г.) усадьба пришла в упадок. В 1936 году особняк вместе с садом передали в бессрочное пользование Дворцу пионеров, и в 1937-м началась его очередная реконструкция с частичной перепланировкой основных построек, расширением флигеля и бывших служб. Одновременно в помещениях заменили печное отопление с дымоходами внутри стен на центральное, изменили навесы высоченных дверей для лёгкого открывания их детьми, сделали скрытой электропроводку — невероятная роскошь в те времена. Для работы над интерьерами по инициативе Алексея Дукельского пригласили художников из Палеха. Они оформили Пушкинскую комнату, «Комнату сказок» — в год 100-летия со дня смерти поэта.
В мае 1937 года Алексей Маркович познакомился с Надеждой Петровной Абатуровой (в девичестве Лукиной; 26.07.1913 — 14.08.1981), учителем физики и математики школы № 2 им. И.Тургенева (ул. Вайнера, 2), назначенной Свердловским обкомом ВЛКСМ директором Дворца пионеров.
26 сентября они зарегистрировали брак в Сталинском районном ЗАГСе Свердловска. Первая жена Алексея, Ксения Стравинская, тяжело переживала развод и на лето вместе с дочерью уехала в Ленинград к своим родителям. А через некоторое время после её возвращения Алексея Марковича арестовали, буквально — через неделю после регистрации второго брака.

### Комплекс зданий Штаба УралВО
Одна из самых престижных и последних работ А.М. Дукельского — комплекс жилого и служебного комбината (военный городок № 17) для воссозданного в 1935 году в Свердловске Уральского военного округа (УралВО). Мастерской № 1 Свердлоблисполкома в сжатые сроки поручили разработать проект комплекса, в который должны входить здание штаба для осуществления оперативной работы и жилые дома для офицерского состава. На должность главного архитектора Управления строительством штаба утвердили А.М. Дукельского, работу он выполнял под кураторством В.Д. Соколова. В коллектив архитекторов входили: А. И. Вилесов, А. Г. Нейфельд, А.В. Десятков, Д.Н. Козяев. Сам же А.М. Дукельский с коллегами проектировал жилые здания.
Объёмно-пространственная композиция комплекса УралВО была построена на пяти различных по типологии и этажности объектах: 4-этажном П-образном в плане здании штаба, расположенном вдоль квартала по улице Ленина; двух Г-образных смешанной (от 4 до 5) этажности корпусах параллельно улиц Кузнечной и Бажова; а во внутреннем дворе комплекса А.М. Дукельский разместил спортзал и 2-этажную столовую, соединённую переходами с главным зданием.

Здание Штаба (проспект Ленина, 71) возведено в подчёркнуто крупном масштабе. Центром главного фасада является ризалит с сильно выступающим 6-колонным портиком, опирающимся на аркаду, и завершённый тяжелым фронтоном типа аттика с бетонным барельефом на тему вооружения Красной армии, выполненным по эскизу А.М. Дукельского скульптором Камбаровым И.А.
В этом барельефе самолёт АНТ-20 "Максим Горький" — гордость советского авиастроения — летит в сопровождении истребителей И-5 (автор использовал конкретную фотографию 1935 г.) над так и не построенным Дворцом Советов и фантастическими танками. Изображение самолёта АНТ-20 изменено: на крыльях вместо шести двигателей — 4, как у тяжёлого бомбардировщика ТБ-3 (АНТ-6), похожего по силуэту на АНТ-20. Возможно, это связано с тем, что «Максим Горький» разбился в 1935 году, и при создании рельефа в 1937-м автор сознательно пошёл на подобное искажение.

Плакатную чрезмерность Дукельский посчитал оправданной: гигантский самолёт, грандиозный Дворец Советов (огромное многоярусное здание с обилием колонн, увенчанное статуей В.И. Ленина, проектная высота всего сооружения 495 м.), огромные танки — настоящий гимн военной мощи СССР. При этом ромбовидные формы танков казались ему предпочтительнее, нежели силуэт реального советского 5-башенного танка-гиганта Т-35 (вес 50 т, высота 3,4 м.). Возникший благодаря авторской фантазии образец имеет выразительно-рельефные детали: гусеницы с катками, лестницы, заклёпки на броне и сложные по форме башни. Расходящиеся веером от основания Дворца Советов рельефные лучи объединяют всю композицию, а дым от залпа танковых пушек образует декоративные облака. Возникает причудливая смесь академических традиций и приемов ар-деко, плакатной описательности и сюрреалистичности образов, тяга к реалистической точности и к орнаментальности.
Здание Штаба было построено зимой 1937 г., весь комплекс зданий был завершён в 1940 году — после гибели автора.

Архитектурный облик двух жилых корпусов (ул. Кузнечная, 41 и Бажова, 78) был решён на принципах конструктивизма с элементами неоклассики.

Здесь А. М. Дукельский с коллегами разработал «определённый тип жилой ячейки, более совершенный, чем тот, который был до этого в практике Свердловска», который отличался большими по площади прихожими и наличием помещения для прислуги-домработницы, чего не было в советской архитектуре с 1918 года. На планах квартир офицерского состава Дукельским была дана примерная расстановка мебели в комнатах — своеобразная подсказка хозяевам. На первых этажах в узловых частях зданий намечались магазины.

Комплекс УралВО на различных совещаниях строителей и архитекторов отмечался как образцовый для того периода времени, в настоящее время является памятником истории и культуры федерального значения.

### Производственная характеристика на Дукельского А. М
7 августа 1937 года на одном из заседаний правления Свердловской организации Союза советских архитекторов (СО ССА СССР) Алексей Маркович Дукельский как активный и грамотный зодчий был рекомендован на вакантную должность главного архитектора одного их городов страны. Характеристику, направленную в Главное архитектурно-планировочное управление Наркомата коммунального хозяйства СССР, составили члены правления Сигизмунд Владиславович Домбровский и Георгий Александрович Голубев.

Положительную личную характеристику дал и В.Д. Соколов, который работал вместе с Дукельским более пяти лет в различных проектных организациях: «Я поручал ему проектирование самых ответственных объектов: здание УФАНа, Управление штаба УралВО и другие. К порученному архитектор Дукельский А. М. относился всегда вдумчиво и серьёзно и ярко выявил свои творческие способности при решении различных архитектурных задач…».
Но после ареста Алексея Марковича (3 октября 1937 г.) коллеги были вынуждены отказаться от своих слов. На заседании областного правления 10 октября 1937 г. Дукельского, как разоблачённого врага народа, исключили из Союза архитекторов, из членов Свердловского правления ССА и подали заявление исключить из Всесоюзного правления.
Сохранился протокол этого заседания:
«Вопросы критики и самокритики в работе правления не имеют большевистской остроты и понимаются неправильно. Существует либеральное взаимоотношение между членами правления, аполитичность, притупление бдительности и беспечность. Совершенно отсутствовала проверка исполнения и контроль за работой отдельных членов. Бывший ответственный секретарь правления Дукельский А. М., будучи тесно связан с врагами народа Кабаковым, Головиным и другими, являясь их агентом в проведении подрывной работы на идеологическом фронте на Урале, двурушничая и скрывая своё настоящее лицо врага народа, проводил свою гнусную работу и в правлении, сознательно приводя её к развалу, пользуясь политической слепотой и доверчивостью отдельных членов правления».
В акте ревизионной комиссии от 13 октября 1937 г. указано: «Дукельский замял разбор дела о враге народа Замихровиче, не использовал факт его ареста для активизации работы в Союзе и не акцентировал внимание членов Союза на вопросе повышения политической бдительности, фактически взяв врага народа под защиту»
Дукельского обвинили в срыве «показа политического и творческого лица Свердловской организации как одной из крупных организаций ССА» на съезде архитекторов в Москве в июне 1937 г., а также в том, что он, «не заслушав тезисы для выступления» на предварительном заседании областного правления, «основное выступление [на съезде] взял на себя и сорвал его, уехав со съезда» задолго до его окончания.
В следственном деле № 23572 Дукельского А. М. нет показаний коллег (как нет показаний и обеих жён архитектора) — ничего «полезного» для обвинения их допросы не дали.

### Арест
Постановление на арест Алексея Марковича («Постановление об избрании меры пресечения и предъявления обвинения») было подписано 1 октября 1937 года, арестовали же его 3 октября — в воскресенье, через 7 дней после регистрации второго брака.

Оперативную разработку НКВД начал в марте 1937 года — обнаружив связь Дукельского с командующим войсками Уральского военного округа Ильёй Ивановичем Гарькавым. Комкора судили по «делу Тухачевского» и 1 июля 1937 года расстреляли. Архитектора же обвинили в подрывной деятельности по заданиям Гарькавого и срыве строительства Штаба УралВО, как активного участника контрреволюционной троцкистской организации.

В справке на Дукельского — первом документе в уголовном деле — упоминаются показания Каменева В. П. от 28 марта 1937 г.: «В одну из встреч в первой половине 1936 г. Дукельский мне сообщил, что он очень близок с Гарькавым, и что ему со слов последнего известно о существовании в УралВО троцкистско-террористической организации, ставящей своей целью свержение советского строя путём организации террористических актов против руководителей ВКП(б) и правительства и поражение Советского Союза в предстоящей войне».
Дукельский и Гарькавый действительно общались на этапе проектирования Штаба — комкор выступал в роли главного заказчика. Необходимо было оптимально распределить помещения и залы для заседаний, предусмотреть простую и понятную коридорную систему, широкие и многочисленные выходы из зданий. Сами выходы Дукельский оформил выступающими за габарит стен портиками с колоннами. Кроме украшения они имеют и оборонное значение: на случай теракта и попытки захвата Штаба входы легко можно переоборудовать в долговременные огневые точки, а вместе с жилыми домами командного состава с тыла они обеспечивают полную круговую оборону. Вероятно, это предложил сам комкор Гарькавый — участник и Первой Мировой, и Гражданской войн: он знал, что штабы в Москве и Ленинграде — старинные здания и подобного усиления не имеют.

В разговорах А. Дукельский и И. Гарькавый неминуемо должны были коснуться и темы реформирования армии, подготовки к возможной войне.
Обвинения же в срыве строительства Штаба не обоснованы по причине завершения этого строительства к февралю 1937 года. В архиве сохранился протокол собрания архитекторов Свердловска от 18 февраля, посвящённого творческому самоотчёту А. М. Дукельского. Его заслушали 8 февраля 1937 года, и этому «предшествовала экскурсия на окончившуюся стройку».
Следователи НКВД также необоснованно дополнили дело сведениями, что Дукельский ещё «в 1927 году, учась в Академии художеств в Ленинграде, входил в контрреволюционную группу из числа студентов. В 1929-31 гг. поддерживал связь с террористом Черкасовым, от которого получал задания о создании террористической группы». В итоге, через полтора месяца пребывания в тюрьме Алексей Маркович признался, что «в конце 1935 года, будучи секретным сотрудником госбезопасности, был вовлечён в троцкистскую организацию и скрыл это, чтобы не навлечь подозрения».
Архитектор на военном объекте обязан был дать подписку о неразглашении государственной тайны, в которой имелся пункт о своевременном информировании органов УГБ о любых подозрительных лицах, интересующихся данным объектом. Дукельский ничего не сообщил. Из этого органы сделали вывод, что он сам является террористом и подлежит суду Военной Коллегии Верховного Суда СССР по статье 58 (пункты 7, 8, 11) УК РСФСР. Общий «Список лиц, подлежащих суду Военной Коллегии» по всей стране и Свердловской области в частности, подписали начальник 8 отдела ГУГБ НКВД старший майор госбезопасности Цесарский В. Е. и от правительства «Жданов — за. Молотов, Каганович, Ворошилов» 3 января 1938 года; он сохранился в РГАСПИ. Среди осуждённых по первой категории (расстрел) под номером 16 фигурирует Дукельский Алексей Маркович.
Приговор закрытого заседания выездной сессии Военной Коллегии Верховного Суда СССР в Свердловске от 15 января 1938 года, составленный секретарём военным юристом 3 ранга Шапошниковым Н. И. и подписанный председателем дивизионным военным юристом Горячевым А. Д. и членами — бригадными военюристами Преображенцевым С. В. и Алексеевым Г. А. — «окончательный и, на основании постановления ЦИК СССР от 1 декабря 1934 года, подлежит немедленному исполнению».

Дукельского расстреляли 15 января 1938 года. В этот же день арестовали и его жену, Надежду Петровну, вызванную в НКВД для дачи новых показаний. Её приговор — при отсутствии вещественных доказательств и признания себя виновной — 5 лет исправительно-трудовых лагерей как члена семьи изменника Родины.

### Реабилитация
3 октября 1957 года, ровно через 20 лет после ареста, Военная Коллегия Верховного Суда СССР в составе председательствующего — полковника юстиции Цырлинского, членов — полковника юстиции Жилина и подполковника юстиции Санжаревского определила: «приговор от 15 января 1938 г. в отношении Дукельского Алексея Марковича по вновь открывшимся обстоятельствам отменить и дело производством прекратить за отсутствием состава преступления». На Мемориальном комплексе жертв политических репрессий 1930-50 гг. «12 километр» близ Екатеринбурга — предполагаемом месте захоронения — установлены 3 памятные доски на разных стелах (списки оказались дублирующими) с фамилией «Дукельский А. М. (1909—1938)».

## Семья
- Отец — Дукельский Марк Петрович (1875—1956), профессор кафедр общей химической технологии ряда институтов Киева, Воронежа, Москвы. Доктор химических наук с 1936 г. Награждён орденом Трудового Красного Знамени (1946 г.)
- Мать — Дукельская Наталия Евгеньевна (1876—1957; в девичестве Корш) — мать, домохозяйка
- Брат — Дукельский Владимир Маркович (1900—1983) — старший брат, доктор физико-математических наук, основатель школы физики атомных столкновений, лауреат Ленинской премии 1972 г.
- Сестра — Дукельская, Наталия Марковна (1902—1990), териолог, автор нескольких зоологических таксонов
- Первая жена — Стравинская Ксения Юрьевна (4.03.1906 — октябрь 1979), архитектор Свердловска и Ленинграда, автор книги «О И.Ф. Стравинском и его близких родственниках» (1978 г.). Награждена медалями «За оборону Ленинграда» (1942 г.) и «В память 250-летия Ленинграда» (1958 г.)
  - Дочь — Стравинская Елена Алексеевна (при рождении Дукельская; 7.10.1932 — 30.07.2015), кандидат химических наук с 1973 г., сотрудник Института озероведения РАН СССР, награждена медалью «За трудовую доблесть» (1986 г.)
- Вторая жена (с 26.09.1937) — Дукельская Надежда Петровна (26.07.1913 — 14.08.1981; в девичестве Лукина, в первом браке Абатурова, в третьем браке Тихомирова) — учитель физики и математики в школах Перми и Свердловска; после ареста 1 октября 1937 года А. М. Дукельского арестована как ЧСИР 15 января 1938, после освобождения врач-лаборант в посёлке Осетрово (Усть-Кут, Иркутская обл.) и городе Краснокамске (Пермский край)[17].